# スコーピオン (競走馬)
スコーピオン（Scorpion、2002年 - ）は、アイルランド生産・調教の競走馬で現在は種牡馬。2005年のパリ大賞典、セントレジャーステークス、2007年のコロネーションカップに優勝している。
モンジューの初年度産駒で、ハリケーンランやモティヴェーターらとともに父の種牡馬としての評価を高めた。

## 戦績
2003年9月のゴフス・オービーイヤリングセールに上場され、26万ユーロ（3400万円前後）の価格で取引されている。3歳シーズンの5月にレパーズタウン競馬場の未勝利戦でデビューし勝利を飾ると、2週間後のG3ガリニュールステークスで短頭差の2着に入り、ジョッケクルブ賞（フランスダービー･G1）に出走。しかしこのレースでは終始馬群の中で苦しい競馬を強いられ16着に大敗した。次走のアイリッシュダービーでは7番人気と人気薄であったが、先行策から粘り込み半馬身差の2着に入線する（1着は同じくモンジュー産駒のハリケーンラン）。続いてパリ大賞典に出走し、1番人気に応えてコースレコードで優勝。初重賞制覇をG1で達成した。その後休養を挟んでイギリスに遠征し、イギリスクラシック三冠最終戦・セントレジャーステークスに出走。ここも断然人気に応え逃げ切り勝ちを収めた。が、G1連勝の勢いを駆って臨んだ凱旋門賞では10着に敗れた。
凱旋門賞の後は休養に入り2006年を迎えたが、始動戦を前にした5月に骨折し、戦線離脱を余儀なくされる。復帰はシーズン終盤で、1年ぶりの実戦となった10月の準重賞フィナーレステークスで2着に入った後、遠征を行いアメリカのブリーダーズカップ・ターフ、さらには香港ヴァーズへと出走したがそれぞれ5着、7着に終わった。
2007年も現役を続行。休養明けのG3オーモンドステークスは2着だったが、この年2戦目のコロネーションカップで前年のダービーステークス優勝馬サーパーシーなどを破り久々の勝利を挙げた。しかし次走のG2ハードウィックステークスではコロネーションカップで下したマラーヘルに連覇を許し、2着に敗れ、キングジョージ6世&クイーンエリザベスステークスでも勝ち馬ディラントーマスから11馬身離された5着と惨敗した。秋はアイリッシュセントレジャーで同厩舎のイェーツとの競り合いの末に2着に入った後、メルボルンカップ出走のためにオーストラリアへと遠征したが、現地での調教中に脚部を痛めたことから同競走を回避。そのまま現役を引退した。

## 種牡馬入り後
2008年よりクールモアグループが所有するアイルランドにあるキャッスルハイドスタッドで障害競走用の種牡馬となった。

## 競走成績
- 2005年（7戦3勝）
  - パリ大賞典（仏G1）、セントレジャーステークス（英G1）、2着 - アイリッシュダービー（愛G1）
- 2006年（3戦0勝）
- 2007年（5戦1勝）
  - コロネーションカップ（英G1）、2着 - アイリッシュセントレジャー（愛G1）

## 血統表
| スコーピオンの血統     | スコーピオンの血統             | スコーピオンの血統   | （血統表の出典）     | （血統表の出典） |
| 父系                   | サドラーズウェルズ系           | サドラーズウェルズ系 | サドラーズウェルズ系 | [ § 2 ]          |
| 父 Montjeu 1996 鹿毛   | 父の父Sadler's Wells 1981 鹿毛 | Northern Dancer      | Nearctic             | Nearctic         |
| 父 Montjeu 1996 鹿毛   | 父の父Sadler's Wells 1981 鹿毛 | Northern Dancer      | Natalma              |                  |
| 父 Montjeu 1996 鹿毛   | 父の父Sadler's Wells 1981 鹿毛 | Fairy Bridge         | Bold Reason          | Bold Reason      |
| 父 Montjeu 1996 鹿毛   | 父の父Sadler's Wells 1981 鹿毛 | Fairy Bridge         | Special              |                  |
| 父 Montjeu 1996 鹿毛   | 父の母Floripedes 1985 鹿毛     | Top Ville            | High Top             | High Top         |
| 父 Montjeu 1996 鹿毛   | 父の母Floripedes 1985 鹿毛     | Top Ville            | Sega Ville           |                  |
| 父 Montjeu 1996 鹿毛   | 父の母Floripedes 1985 鹿毛     | Toute Cy             | Tennyson             | Tennyson         |
| 父 Montjeu 1996 鹿毛   | 父の母Floripedes 1985 鹿毛     | Toute Cy             | Adele Toumignon      |                  |
| 母 Ardmelody 1987 鹿毛 | 母の父Low Society 1982 黒鹿毛  | Alleged              | Hoist the Flag       | Hoist the Flag   |
| 母 Ardmelody 1987 鹿毛 | 母の父Low Society 1982 黒鹿毛  | Alleged              | Princess Pout        |                  |
| 母 Ardmelody 1987 鹿毛 | 母の父Low Society 1982 黒鹿毛  | Bold Bikini          | Boldnesian           | Boldnesian       |
| 母 Ardmelody 1987 鹿毛 | 母の父Low Society 1982 黒鹿毛  | Bold Bikini          | Ran-Tan              |                  |
| 母 Ardmelody 1987 鹿毛 | 母の母Thistlewood 1979 芦毛    | Kalamoun             | *ゼダーン            | *ゼダーン        |
| 母 Ardmelody 1987 鹿毛 | 母の母Thistlewood 1979 芦毛    | Kalamoun             | Khairunissa          |                  |
| 母 Ardmelody 1987 鹿毛 | 母の母Thistlewood 1979 芦毛    | Le Melody            | Levmoss              | Levmoss          |
| 母 Ardmelody 1987 鹿毛 | 母の母Thistlewood 1979 芦毛    | Le Melody            | Arctic Melody        |                  |
| 母系(F-No.)            | (FN:F23)                       | (FN:F23)             | (FN:F23)             | [ § 3 ]          |
| 5代内の近親交配        | ゼダーン 5×4 = 9.38%           | ゼダーン 5×4 = 9.38% | ゼダーン 5×4 = 9.38% | [ § 4 ]          |
| 出典                   | 1. 2. 3. 4.                    | 1. 2. 3. 4.          | 1. 2. 3. 4.          | 1. 2. 3. 4.      |